# Boston (album)
Boston – debiutancki album amerykańskiej grupy rockowej Boston, wydany w sierpniu 1976 roku. Zawierał 8 utworów, z których największą popularność zdobyły single "More Than a Feeling", "Peace of Mind" oraz "Foreplay/Long Time", do dziś chętnie puszczane w stacjach radiowych. Krążek okazał się drugim, po albumie Appetite for Destruction zespołu Guns N’ Roses, najlepiej sprzedającym się debiutem w historii rocka, pokrywając się platyną w Stanach Zjednoczonych już w 3 miesiące od czasu wydania. Do dziś znalazł ponad 17 milionów nabywców.
Utwór "More Than a Feeling" zajął ostatnie, 500. miejsce na liście 500 utworów wszech czasów magazynu Rolling Stone, opublikowanej w 2004 roku.
W czerwcu 2006 roku wytwórnia Legacy Recordings wydała płytę ponownie. Zabiegu remasteringu podjął się sam lider grupy Tom Scholz.

## Lista utworów
Wszystkie utwory, poza 5 i 8, autorstwa Toma Scholza.
| 1. | "More Than a Feeling"                 | 4:46  |
|    |                                       |       |
| 2. | "Peace of Mind"                       | 5:02  |
|    |                                       |       |
| 3. | "Foreplay/Long Time"                  | 7:47  |
|    |                                       |       |
| 4. | "Rock & Roll Band"                    | 3:00  |
|    |                                       |       |
| 5. | "Smokin'" (Brad Delp, Scholz)         | 4:20  |
|    |                                       |       |
| 6. | "Hitch a Ride"                        | 4:13  |
|    |                                       |       |
| 7. | "Something About You"                 | 3:48  |
|    |                                       |       |
| 8. | "Let Me Take You Home Tonight" (Delp) | 4:43  |
|    |                                       |       |
|    |                                       | 37:39 |
|    |                                       |       |

## Twórcy
- Tom Scholz – gitara, keyboard, gitara basowa
- Bradley Delp – wokal, gitara
- Barry Goudreau – gitara
- Fran Sheehan – gitara basowa
- Sib Hashian – perkusja, instrumenty perkusyjne
- Jim Masdea – perkusja, instrumenty perkusyjne (w "Rock and Roll Band")